# 南天麻
南天麻（学名：Gastrodia javanica），又名爪哇赤箭，为兰科天麻属下的一个种。

## 扩展阅读
- 維基物種上的相關：南天麻